# 弗雷曼-梅尔勒巴克
弗雷曼-梅尔勒巴克（法語：Freyming-Merlebach，法語發音：[fʁɛmɛ̃ mɛʁləbak]；洛林法兰克语：Ménge-Merleboch）是法国摩泽尔省的一个市镇，属于福尔巴克-布莱摩泽尔区。该市镇于1971年由原市镇弗雷曼（Freyming）和梅尔勒巴克（Merlebach）合并而成。

## 地理
弗雷曼-梅尔勒巴克（49°8'50"N, 6°49'9"E）面积9.06 平方千米，位于法国大東部大區摩泽尔省，该省份为法国东北部内陆省份，是洛林的一部分，西南接默尔特-摩泽尔省，东临下莱茵省，北与卢森堡和德国接壤。
与弗雷曼-梅尔勒巴克接壤的市镇（或旧市镇、城区）包括：贝坦、科什伦、上翁堡、聖阿沃爾德。

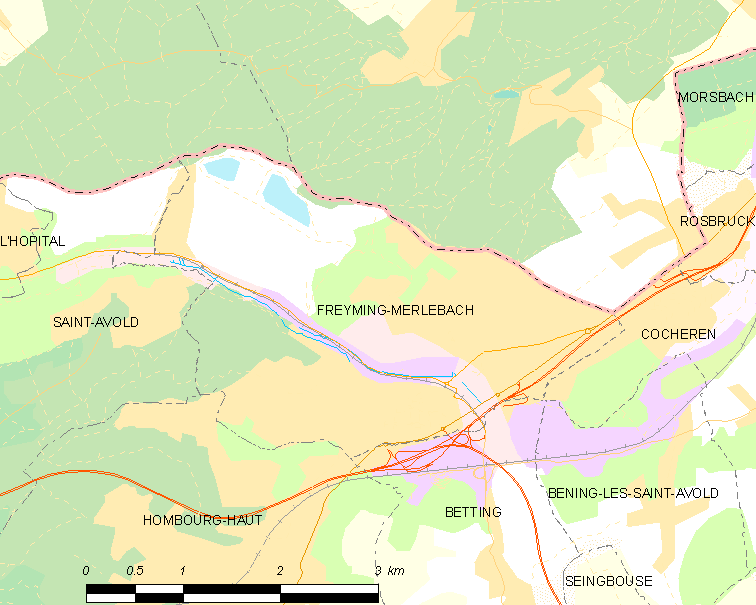
弗雷曼-梅尔勒巴克的OSM定位图

弗雷曼-梅尔勒巴克的时区为UTC+01:00、UTC+02:00（夏令时）。

## 行政
弗雷曼-梅尔勒巴克的邮政编码为57800，INSEE市镇编码为57240。

## 政治
弗雷曼-梅尔勒巴克所属的省级选区为弗雷曼-梅尔勒巴克县。

## 人口

1962-2008年间弗雷曼-梅尔勒巴克人口变化图示

弗雷曼-梅尔勒巴克于2022年1月1日时的人口数量为13069人。